# Erythridula intricata
Erythridula intricata är en insektsart som först beskrevs av Johnson 1935.  Erythridula intricata ingår i släktet Erythridula och familjen dvärgstritar. Inga underarter finns listade i Catalogue of Life.